# Bredviken, Björneborg
Bredviken är en vik i Finland. Den ligger i Björneborg i landskapet Satakunta, i den sydvästra delen av landet, 230 km nordväst om huvudstaden Helsingfors.